# Jack Hall (cầu thủ bóng đá, sinh năm 1912)
John Hall (23 tháng 10 năm 1912 – tháng 8 năm 2000) là một cầu thủ bóng đá người Anh từng thi đấu ở vị trí thủ môn. Sinh ra ở Failsworth, Lancashire, ông thi đấu cho Failsworth Dynamoes, Manchester United, Tottenham Hotspur, Stalybridge Celtic và Runcorn, cũng như là khách mời của nhiều đội bóng trong Thế chiến thứ II.